# Кунин (Львовская область)
Кунин (укр. Кунин) — село в Добросинско-Магеровской сельской общине Львовского района Львовской области Украины.
Население составляет 676 человек. Занимает площадь 11,70 км². Почтовый индекс — 80339. Телефонный код — 3252.